# Šárovcova Lhota
Šárovcova Lhota (en allemand : Sbiersch) est une commune du district de Jičín, dans la région de Hradec Králové, en Tchéquie. Sa population s'élevait à 204 habitants en 2022.

## Géographie
Šárovcova Lhota se trouve à 7 km au nord-ouest de Hořice, à 15 km à l'est-sud-est de Jičín, à 29 km au nord-ouest de Hradec Králové et à 89 km à l’est-nord-est de Prague.
La commune est limitée par Svatojanský Újezd au nord, par Lázně Bělohrad au nord-est, par Lukavec u Hořic et Hořice à l'est, par Holovousy au sud, et par Ostroměř et Mlázovice à l'ouest.

## Histoire
Le village a été fondé au début du XIIIe siècle, sous le règne du roi Ottokar Ier de Bohême.

## Administration
La commune se compose de quatre sections :
- Šárovcova Lhota
- Bertoldka
- Libín
- Tikov

## Galerie

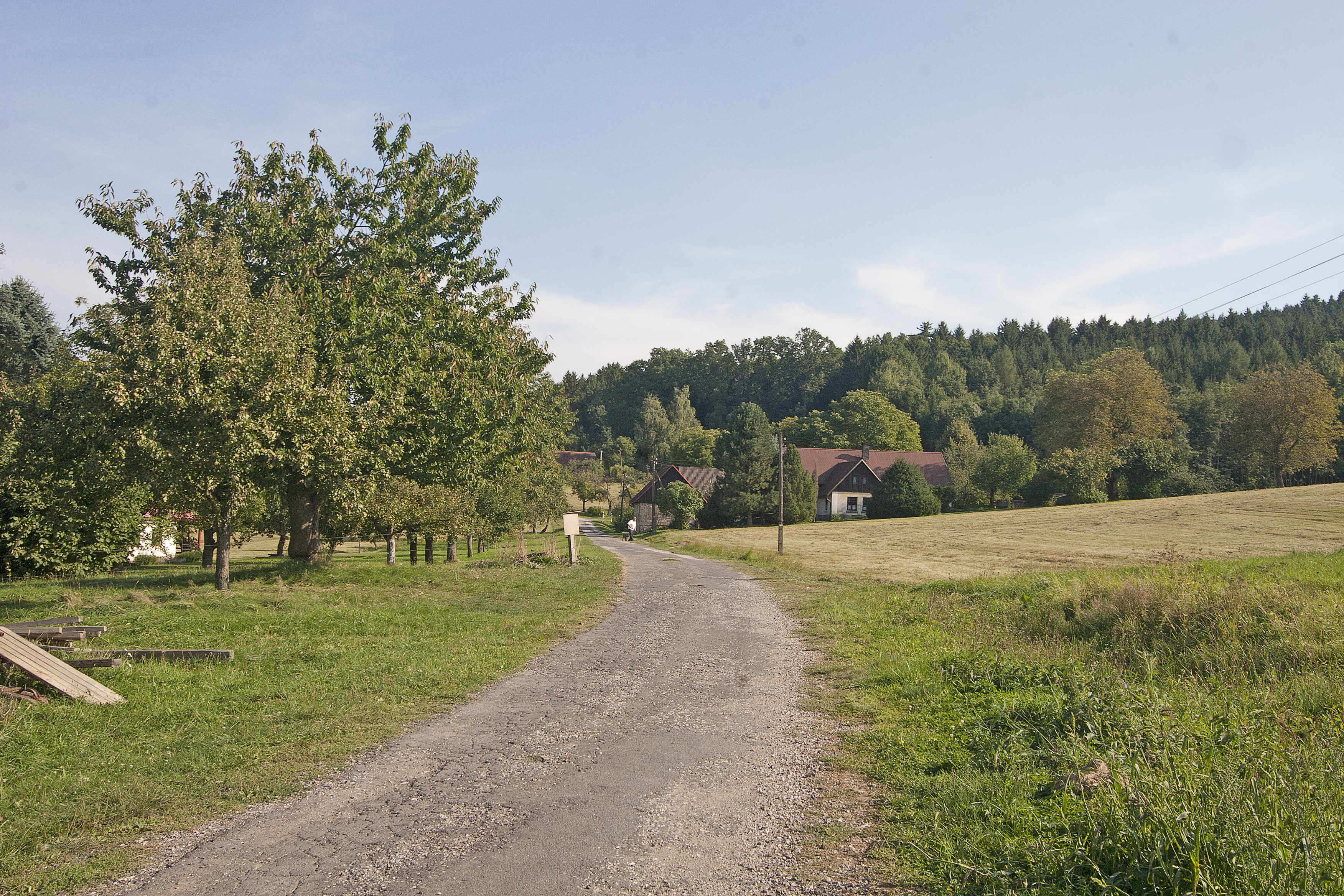
Hameau de Tikov.
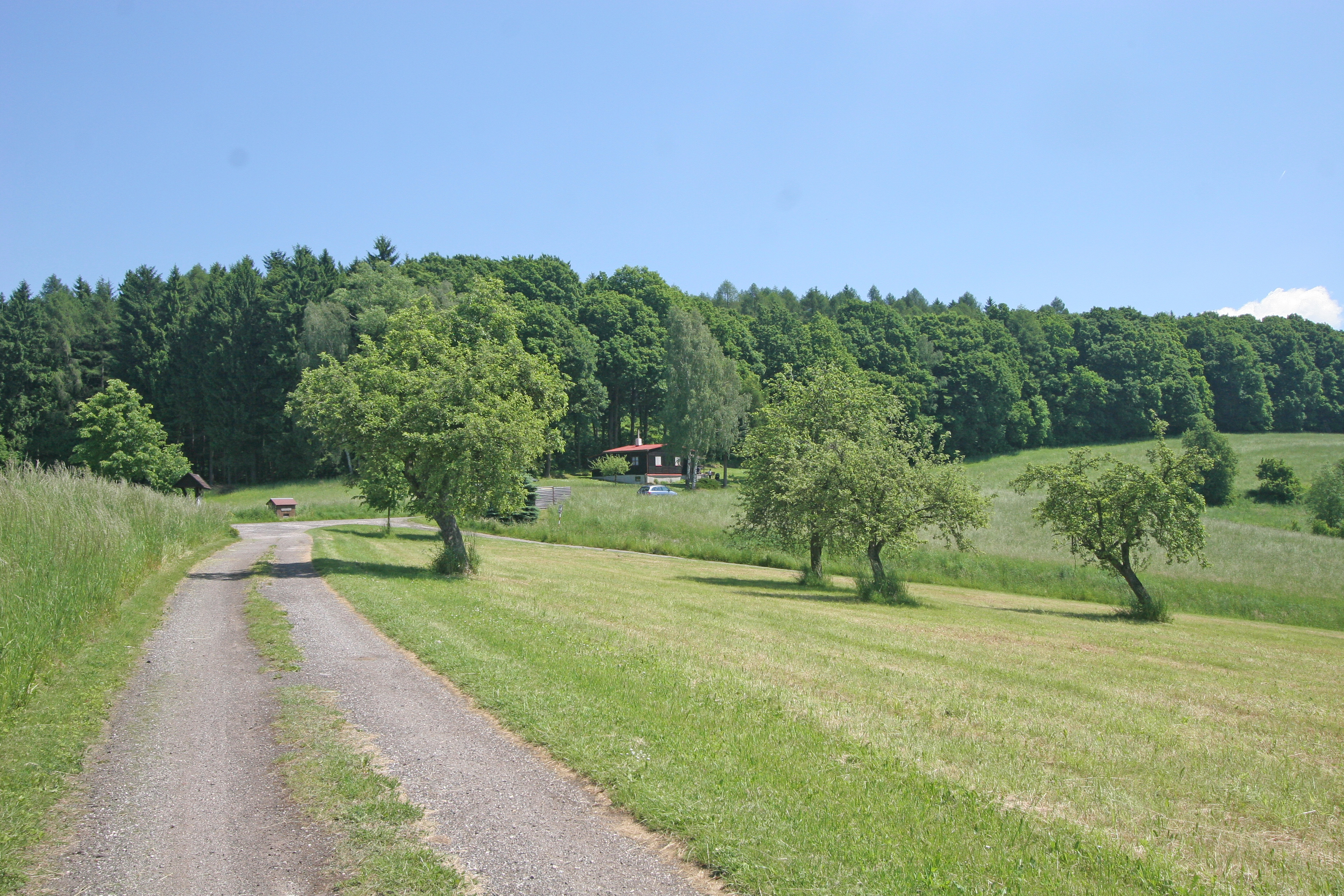
Libín : paysage rural.

## Transports
Par la route, Šárovcova Lhota se trouve à 8,5 km de Hořice, à 19 km de Jičín, à 35 km de Hradec Králové et à 113 km de Prague. 